# Angelus Exuro pro Eternus
Angelus Exuro pro Eternus è il quinto album in studio del gruppo musicale black metal svedese Dark Funeral, pubblicato nel 2009 dalla Regain Records.

## Il disco
È stato registrato nei The Abyss Studio di Peter Tägtgren, vecchia conoscenza della band poiché produttore dei loro primi album, ed infine masterizzato da Jonas Kjellgren al Black Lodge Studios.

## Edizioni
Esiste un'edizione limitata con DVD, contenente un concerto registrato nel 2008 e un videoclip.
Viene rimasterizzato e ripubblicato nel 2013 dalla Century Media, sia in formato CD che LP, con delle tracce bonus registrate dal vivo a Buenos Aires nel 2006.

## Curiosità
La copertina è stata creata da Daniel "Morbid" Valeriani. Il videoclip della traccia My Funeral è stato girato in un ospedale psichiatrico in Svezia ora chiuso. Esistono due distinte versioni: censurata e non.

## Tracce
1. The End Of Human Race - 4:43
2. The Birth of the Vampiir - 4:50
3. Stigmata - 5:06
4. My Funeral - 5:30
5. Angelus Exuro Pro Eternus - 5:04
6. Demons Of Five - 4:48
7. Declaration Of Hate - 5:24
8. In My Dreams - 6:30
9. My Latex Queen - 5:21

## Tracce DVD
1. "Intro"
2. "King Antichrist"
3. "Diabolis Interium"
4. "The Secrets of the Black Arts"
5. "The Arrival of Satan's Empire"
6. "Goddess of Sodomy"
7. "666 Voices Inside"
8. "Vobiscum Satanas"
9. "Hail Murder"
10. "Atrum Regina"
11. "An Apprentice of Satan"

## Formazione
- Lord Ahriman - chitarra
- Emperor Magus Caligula - voce
- Bo "Chaq Mol" Karlsson - chitarra
- B-Force - basso
- Nils "Dominator" Fjellström - batteria